# Thillot
Thillot település Franciaországban, Meuse megyében. Lakosainak száma 206 fő (2022. január 1.). Thillot Avillers-Sainte-Croix, Hannonville-sous-les-Côtes és Saint-Maurice-sous-les-Côtes községekkel határos.

## Népesség
A település népessége az elmúlt években az alábbi módon változott:
| Lakosok száma | 172  | 179  | 150  | 219  | 239  | 242  | 232  | 219  | 214  | 206  |
|               | 1968 | 1982 | 1990 | 2006 | 2013 | 2015 | 2017 | 2019 | 2020 | 2022 |